# Corallana tridentata
Corallana tridentata is een pissebed uit de familie Corallanidae. De wetenschappelijke naam van de soort is voor het eerst geldig gepubliceerd in 1983 door Jones, Icely & Cragg.